# Campeonato Uruguaio de Futebol de 1958
O Campeonato Uruguaio de Futebol de 1958 foi a 27ª edição da era profissional do Campeonato Uruguaio. O torneio consistiu em uma competição com dois turnos, no sistema de todos contra todos. O campeão foi o Peñarol.

## Classificação[2]
| Pos | Equipe               | Pts | J  | V  | E | D  | GP | GC | SG  |
| --- | -------------------- | --- | -- | -- | - | -- | -- | -- | --- |
| 1°  | Peñarol              | 24  | 18 | 10 | 4 | 4  | 33 | 16 | 17  |
| 2°  | Nacional             | 23  | 18 | 8  | 7 | 3  | 37 | 15 | 22  |
| 3°  | Rampla Juniors       | 23  | 18 | 10 | 3 | 5  | 29 | 18 | 11  |
| 4°  | Sud América          | 21  | 18 | 7  | 7 | 4  | 20 | 16 | 4   |
| 5°  | Montevideo Wanderers | 18  | 18 | 5  | 8 | 5  | 26 | 28 | -2  |
| 6°  | Liverpool            | 17  | 18 | 7  | 3 | 8  | 26 | 40 | -14 |
| 7°  | Defensor             | 16  | 18 | 5  | 6 | 7  | 32 | 32 | 0   |
| 8°  | Cerro                | 14  | 18 | 3  | 8 | 7  | 20 | 26 | -6  |
| 9°  | Danubio              | 13  | 18 | 2  | 9 | 7  | 24 | 35 | -11 |
| 10° | Fénix                | 11  | 18 | 3  | 5 | 10 | 24 | 45 | -21 |

|  | Campeão.                     |
|  | Rebaixado à Segunda Divisão. |

Promovido para a próxima temporada: Racing.
| Campeonato Uruguaio de 1958  |
| ---------------------------- |
| Peñarol Campeão (23º título) |